# The Mars Volta
Pour les articles homonymes, voir Volta.
The Mars Volta est un groupe de rock américain, originaire d'El Paso, au Texas. Il est formé en 2001 autour de Cedric Bixler-Zavala et Omar Rodríguez-López. Ils sont plus généralement classés dans le rock progressif, comprenant également des influences jazz, punk, funk metal, latines et psychédéliques.
En 2009, le groupe remporte un Grammy Award dans la catégorie meilleure performance de hard rock pour le morceau Wax Simulacra. En 2008, ils sont nommés meilleur groupe de rock prog par le magazine Rolling Stone.
En septembre 2012, the Mars Volta entre en pause, et Omar Rodríguez-López et Parks forment un nouveau projet baptisé Bosnian Rainbows. Quatre mois plus tard, le groupe se sépare.
En juin 2022, après presque dix ans d'inactivité, Rodríguez-López et Bixler-Zavala ont annoncé la réunion de The Mars Volta via une installation artistique audiovisuelle, appelée L'ytome Hodorxí Telesterion. L'annonce était accompagnée d'un nouveau single, intitulé Blacklight Shine.

## Biographie

### Formation et débuts (2001–2004)
En 2001, le groupe texan At the Drive-In se sépare. Deux des ex-membres du groupe - Cedric Bixler-Zavala et Omar Rodríguez-López - se rabattent sur leur projet parallèle dub De Facto, qu'ils partagent avec Ikey Owens (ex-Long Beach Dub Allstars) et Jeremy Ward. Ce dernier groupe recrute Jon Theodore (ex-Golden, Royal Trux et Him) et Eva Gardner. Ainsi naît The Mars Volta.
Un premier EP sort en 2002 : Tremulant, coproduit par Alex Newport. Puis Eva Gardner quitte le groupe avant l'enregistrement en 2003 de leur premier album : De-Loused in the Comatorium, coproduit par Rick Rubin. Ces deux disques posent les bases de The Mars Volta, qui se veut un groupe sans codes, passant avec une facilité déconcertante de passages rock violents à des nappes plus douces. Leur musique très déconstruite refuse la facilité couplet/refrain/couplet.
Un mois avant la sortie de De-Loused in the Comatorium, et en pleine tournée du groupe en première partie des Red Hot Chili Peppers, Jeremy Ward est retrouvé mort par overdose. Le premier single de l'album lui sera par conséquent dédié. Paul Hinojos le remplace sur la tournée qui s'ensuit, et dont témoigne un EP live.

### DeFrances the MuteàOctahedron(2005–2009)

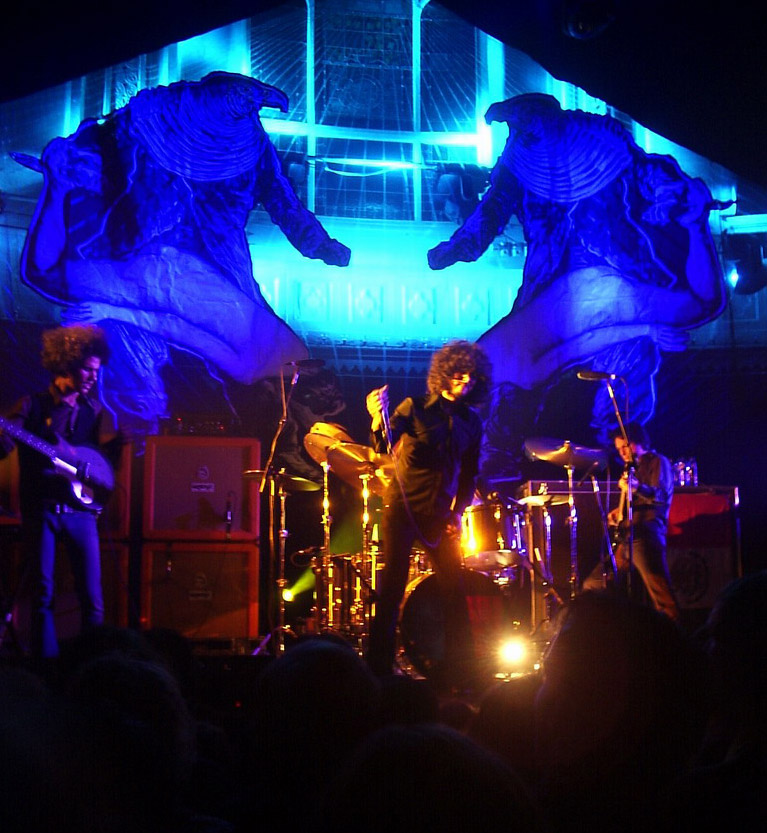
The Mars Volta en concert (2005).

Début 2005 sort un nouvel album, Frances the Mute, produit cette fois par Omar Rodríguez-López seul. Lors d'une tournée aux Pays-Bas, en 2005, Omar Rodriguez en profite pour enregistrer un album solo de cinq titres avec son groupe, l'Omar Rodriguez Quintet, avec Juan Alderete, son frère Marcel, Adrian Terrazas et se sont armés pendant la tournée européenne du claviériste Enrique Trejo.
En 2006, le groupe revient avec l'album Amputechture. Ce disque ne comporte pas de trame narrative contrairement aux deux derniers. C'est également le dernier album avec la participation de Jon Theodore, qui est remercié par Rodríguez-López juste avant le début de la tournée pour cause de mésentente avec le reste des membres. Celui-ci est remplacé au pied levé par Blake Fleming qui avait participé aux premières démos de The Mars Volta. On note aussi la participation du guitariste des Red Hot Chili Peppers, John Frusciante, sur la plupart des morceaux (à l'exception d'Asilos Magdalena), ainsi que de Paul Hinojos à la guitare, en plus de son travail d'ingénieur du son pour le groupe.
En 2007, le groupe termine l'enregistrement de leur opus The Bedlam in Goliath. Thomas Pridgen est le nouveau batteur titulaire, rejoignant The Mars Volta sur scène dès le 12 mars. Le 19 novembre 2007, Wax Simulacra est le premier single tiré de cet album, sa face B étant une reprise de Pulled to Bits de Siouxsie and the Banshees. L'album complet est disponible le 29 janvier 2008.
Selon les dires des deux comparses, cet album jette les bases d'une nouvelle ère pour The Mars Volta. L'album est basé sur une histoire vraie arrivée au groupe durant la période de leur tournée avec les Red Hot Chili Peppers. Après un voyage à Jérusalem, Omar aurait ramené avec lui une planche de jeu de style Ouija et l'aurait offert en cadeau à Cedric. Le groupe aurait souvent joué avec le jeu après des spectacles et l'aurait baptisé le Soothsayer. Selon eux, ils seraient entrés en contact avec l'esprit Goliath qui leur aurait dicté des mots et expressions, dont quelques-uns ont été utilisés pour l'album. Malheureusement, plus tard, durant leur tournée, The Mars Volta ont connu quelques malchances qui ont fait en sorte que la sortie de l'album, devant être en septembre, fut reportée de plusieurs mois. Le groupe croit que les événements ont été causés par le Soothsayer et Omar a donc enterré la planche de jeu à un endroit qu'aucun autre membre du groupe ne connait.The Bedlam in Goliath est la façon, disent-ils, de dissiper la malédiction tombée sur eux, en l'envoyant à la population. Ils qualifient même cet album de « maudit ».
De plus, un jeu vidéo, Goliath: The Soothsayer, basé sur l'album The Bedlam in Goliath est disponible.
En 2007, Ikey Owens sort un premier EP 4 titres avec le rappeur californien 2Mex sous le nom de Look Daggers. Ce Patience EP (sorti en CD-R) est annonciateur d'un album, Suffer In Style, sorti en 2008.
En 2009, sort Octahedron, le successeur de The Bedlam in Goliath. Il présente un changement assez net dans le style du groupe avec des morceaux plus épurés et plus « pop » qu'à l'accoutumée ainsi qu'une rythmique nettement moins dense. En live, Omar Rodriguez-Lopez effectue quelques chœurs sur les morceaux de ce nouvel album.
Au mois de novembre 2009, peu avant le dernier concert de la tournée américaine d'Octahedron, à Raleigh, en Caroline du Nord, Thomas Pridgen quitte le groupe, apparemment à la suite d'une dispute avec le chanteur. Il sera ensuite remplacé par le batteur Dave Elitch pour le reste de la tournée mondiale en Europe et Océanie en 2010. Aucune annonce officielle n'est parue à ce jour concernant l'éviction de Pridgen, ni si Dave Elitch est un membre permanent ou non.

### Noctourniquetet séparation (2012–2013)
En 2012, The Mars Volta sort son sixième album intitulé Noctourniquet, un album beaucoup moins accessible qu'Octahedron puisqu'il s'agit d'un album concept composé de 13 titres dans lequel le groupe laisse part à son imagination et innove encore.
Le 24 janvier 2013, Cedric annonce sur sa page Twitter la dissolution du groupe, qu'il justifie par la distance prise par Omar vis-à-vis du groupe.  Celui-ci n'aurait notamment pas accepté de réaliser une tournée américaine complète pour l'album Noctourniquet, afin de se consacrer à son nouveau groupe, Bosnian Rainbows.

### Réunion(2022–présent)
Le 18 juin 2022, le groupe a révélé les coordonnées d’un endroit à Los Angeles, en Californie, où les fans ont été autorisés à écouter en avant-première la nouvelle musique du groupe. Cela a été suivi par la sortie du single Blacklight Shine et d’une annonce de tournée, marquant à la fois leur première nouvelle musique et leurs premiers concerts en dix ans.
Depuis le 25 février 2025, le groupe est en tournée aux États-Unis. Ils accompagnent Deftones. Sur leur nouvelle set-list n'apparaissent que des nouvelles chansons. Sur la plateforme Reddit, les fans évoquent un nouvel album dès février et même une fuite de celui-ci qui serait apparu plus tôt sur des sites de ventes en ligne. Enfin le label Cloud Hills à mis en vente un nouveau album nommé Lucro Sucio; Los Ojos Del Vaccio sur son site avec une date de sortie fixée au 11 avril 2025. Et ce sans la moindre promotion pour l'instant.

## Style musical et influences
Le style musical du groupe est catégorisé rock progressif,, et rock expérimental,. Ils s'inspirent aussi de divers genres comme le punk hardcore, rock psychédélique, et free jazz.

## Membres

### Derniers membres
- Cedric Bixler-Zavala - chant, paroles (2001-2013, depuis 2022)
- Omar Rodríguez-López - guitare, chœurs, claviers, production (2001-2013, depuis 2022)
- Eva Gardner - basse (2001-2002, depuis 2022)
- Marcel Rodríguez-López - percussions (2003-2010, depuis 2022), claviers (2005-2012, depuis 2022)
- Leo Genovese - claviers, piano, saxophone (depuis 2022)
- Linda-Philomène Tsoungui - batterie (depuis 2022)

### Anciens membres
- Jeremy Ward - arrangements (2001-2003, décédé)
- Isaiah « Ikey » Owens : claviers (2001-2011, décédé)
- Blake Fleming - batterie (2001, 2006)
- Jon Theodore - batterie (2001-2006)
- John Frusciante - guitare (2002-2009, 2024)
- Ralph Jasso - basse (2002)
- Linda Good - claviers (2002)
- Michael Peter « Flea » Balzary - basse (2002)
- Jason Lader - basse (2003)
- Juan Alderete - basse (2003-2012)
- Paul Hinojos - guitare, arrangements (2003, 2005-2008)
- Adrián Terrazas-González - flûte, saxophone ténor alto et soprano, clarinette basse, percussions supplémentaires (2004-2008)
- Thomas Pridgen - batterie (2006-2009)
- Dave Elitch - batterie (2009-2010)
- Deantoni Parks - batterie (2010-2012)
- Lars Stalfors - claviers (2011)
- Willy Rodriguez Quiñones - batterie (2022)
- Daniel Diaz - percussions (2023)

## Discographie

### Albums studio
- 2003 : De-Loused in the Comatorium (Gold Standard Laboratories, Universal Records, Strummer Records)
- 2005 : Frances The Mute (Gold Standard Laboratories, Universal Records, Strummer Records)
- 2006 : Amputechture (Gold Standard Laboratories, Universal Records, Strummer Records)
- 2008 : The Bedlam in Goliath (Gold Standard Laboratories, Universal Records)
- 2009 : Octahedron
- 2012 : Noctourniquet
- 2022 : The Mars Volta
- 2023 : Que Dios Te Maldiga Mi Corazon
- 2025 : Lucro Sucio; Los Ojos del Vacío

### Albums live
- 2005 : Scabdates (Gold Standard Laboratories, Universal Records, Strummer Records)
- 2023 : Qué Dios Te Maldiga Mí Corazón (Clouds Hill Recordings)

### EP
- 2002 : Tremulant EP (Gold Standard Labs)
- 2003 : Live (Gold Standard Laboratories, Universal Records, Strummer Records)

### Singles
- 2003 : Inertiatic ESP
- 2004 : Televators
- 2005 : The Widow (Face B : Frances The Mute)
- 2005 : L'Via L'Viaquez (Face B : The Bible and the Breathalyzer)
- 2006 : Viscera Eyes
- 2007 : Wax Simulacra / Face B : Pulled To Bits (Siouxsie and the Banshees cover)